# A Fidzsi-szigetek a 2020. évi nyári olimpiai játékokon
A Fidzsi-szigetek a japán Tokióban megrendezett 2020. évi nyári olimpiai játékok egyik részt vevő nemzete volt. Az országot az olimpián 6 sportágban 32 sportoló képviselte, akik összesen 2 érmet szereztek.

## Érmesek
| Érem  | Versenyző | Sportág | Versenyszám |
| ----- | --- | ------- | ----------- |
| Arany | Nemzeti válogatott Napolioni Bolaca Vilimoni Botitu Meli Derenalagi Sireli Maqala Iosefo Masi Waisea Nacuqu Kalione Nasoko Semi Radradra Aminiasi Tuimaba Asaeli Tuivuaka Jerry Tuwai Josua Vakurunabili Jiuta Wainiqolo    | Rögbi   | Férfi       |
| Bronz | Nemzeti válogatott Lavena Cavuru Raijieli Daveua Sesenieli Donu Laisana Likuceva Rusila Nagasau Ana Maria Naimasi Alowesi Nakoci Roela Radiniyavuni Viniana Riwai Ana Roqica Vasiti Solikoviti Lavenia Tinai Reapi Ulunisau | Rögbi   | Női         |

## Asztalitenisz
Női
| Versenyző | Versenyszám | Selejtező                                            | 64-es főtábla     | 48-as főtábla     | 32-es főtábla     | Nyolcaddöntő      | Negyeddöntő       | Elődöntő          | Döntő             | Helyezés |
| Versenyző | Versenyszám | Ellenfél Eredmény                                    | Ellenfél Eredmény | Ellenfél Eredmény | Ellenfél Eredmény | Ellenfél Eredmény | Ellenfél Eredmény | Ellenfél Eredmény | Ellenfél Eredmény | Helyezés |
| --------- | ----------- | ---------------------------------------------------- | ----------------- | ----------------- | ----------------- | ----------------- | ----------------- | ----------------- | ----------------- | -------- |
| Sally Yee | Egyes       | Chelsea Edghill (GUY) · 5–11, 11–4, 3–11, 6–11, 8–11 | kiesett           | kiesett           | kiesett           | kiesett           | kiesett           | kiesett           | kiesett           | 59.      |

## Atlétika
Férfi
| Versenyző          | Versenyszám | Selejtező | Selejtező | Selejtező | Előfutam | Előfutam | Előfutam | Elődöntő | Elődöntő | Elődöntő | Döntő   | Döntő    |
| Versenyző          | Versenyszám | Idő       | Hely.     | Össz.     | Idő      | Hely.    | Össz.    | Idő      | Hely.    | Össz.    | Idő     | Helyezés |
| ------------------ | ----------- | --------- | --------- | --------- | -------- | -------- | -------- | -------- | -------- | -------- | ------- | -------- |
| Banuve Tabakaucoro | 100 m       | 10,59     | 3.        | 6.*       | 10,70    | 8.       | 54.*     | kiesett  | kiesett  | kiesett  | kiesett | kiesett  |

* - egy másik versenyzővel azonos időt ért el

## Cselgáncs
Férfi
| Versenyző       | Versenyszám  | 32-es főtábla                         | Nyolcaddöntő      | Negyeddöntő       | Elődöntő          | Vigaszág elődöntő | Bronz- mérkőzés   | Döntő             | Helyezés |
| Versenyző       | Versenyszám  | Ellenfél Eredmény                     | Ellenfél Eredmény | Ellenfél Eredmény | Ellenfél Eredmény | Ellenfél Eredmény | Ellenfél Eredmény | Ellenfél Eredmény | Helyezés |
| --------------- | ------------ | ------------------------------------- | ----------------- | ----------------- | ----------------- | ----------------- | ----------------- | ----------------- | -------- |
| Tevita Takayawa | Félnehézsúly | Aleksandar Kukolj (SRB) · 00(0)-10(0) | kiesett           | kiesett           | kiesett           |                   |                   |                   | 17.      |

## Rögbi

### Férfi
| Fidzsi-szigeteki férfi rögbi-játékoskeret                                                                             | Fidzsi-szigeteki férfi rögbi-játékoskeret                                                                 |
| --- | --- |
| - Napolioni Bolaca - Vilimoni Botitu - Meli Derenalagi - Sireli Maqala - Iosefo Masi - Waisea Nacuqu - Kalione Nasoko | - Semi Radradra - Aminiasi Tuimaba - Asaeli Tuivuaka - Jerry Tuwai - Josua Vakurunabili - Jiuta Wainiqolo |

#### Eredmények
B csoport
| Csapat                | M | Gy | D | V | P+ | P– | Pk  | P |
| --------------------- | - | -- | - | - | -- | -- | --- | - |
| Fidzsi-szigetek (FIJ) | 3 | 3  | 0 | 0 | 85 | 40 | +45 | 9 |
| Nagy-Britannia (GBR)  | 3 | 2  | 0 | 1 | 65 | 33 | +32 | 7 |
| Kanada (CAN)          | 3 | 1  | 0 | 2 | 50 | 64 | –14 | 5 |
| Japán (JPN)           | 3 | 0  | 0 | 3 | 31 | 94 | –63 | 3 |

| 2021. július 26. 9:00 (2:00) |         | Fidzsi-szigetek (FIJ) | 24–19 | Japán (JPN) |  | Ajinomoto Stadion, Tokió |
| 2021. július 26. 9:00 (2:00) | (12–14) |                       |       |             |  | Ajinomoto Stadion, Tokió |

| 2021. július 26. 17:00 (10:00) |        | Fidzsi-szigetek (FIJ) | 28–14 | Kanada (CAN) |  | Ajinomoto Stadion, Tokió |
| 2021. július 26. 17:00 (10:00) | (14–7) |                       |       |              |  | Ajinomoto Stadion, Tokió |

| 2021. július 27. 9:30 (2:30) |        | Fidzsi-szigetek (FIJ) | 33–7 | Nagy-Britannia (GBR) |  | Ajinomoto Stadion, Tokió |
| 2021. július 27. 9:30 (2:30) | (19–0) |                       |      |                      |  | Ajinomoto Stadion, Tokió |

Negyeddöntő
| 2021. július 27. 19:00 (12:00) |       | Fidzsi-szigetek (FIJ) | 19–0 | Ausztrália (AUS) |  | Ajinomoto Stadion, Tokió |
| 2021. július 27. 19:00 (12:00) | (7–0) |                       |      |                  |  | Ajinomoto Stadion, Tokió |

Elődöntő
| 2021. július 28. 11:30 (4:30) |         | Argentína (ARG) | 14–26 | Fidzsi-szigetek (FIJ) |  | Ajinomoto Stadion, Tokió |
| 2021. július 28. 11:30 (4:30) | (14–12) |                 |       |                       |  | Ajinomoto Stadion, Tokió |

Döntő
| 2021. július 28. 18:00 (11:00) |         | Új-Zéland (NZL) | 12–27 | Fidzsi-szigetek (FIJ) |  | Ajinomoto Stadion, Tokió |
| 2021. július 28. 18:00 (11:00) | (12–19) |                 |       |                       |  | Ajinomoto Stadion, Tokió |

| Csapat                | Helyezés |
| --------------------- | -------- |
| Fidzsi-szigetek (FIJ) |          |

### Női
| Új-zélandi férfi rögbi-játékoskeret                                                                                         | Új-zélandi férfi rögbi-játékoskeret                                                                    |
| --- | --- |
| - Lavena Cavuru - Raijieli Daveua - Sesenieli Donu - Laisana Likuceva - Rusila Nagasau - Ana Maria Naimasi - Alowesi Nakoci | - Roela Radiniyavuni - Viniana Riwai - Ana Roqica - Vasiti Solikoviti - Lavenia Tinai - Reapi Ulunisau |

#### Eredmények
B csoport
| Csapat                | M | Gy | D | V | P+ | P–  | Pk   | P |
| --------------------- | - | -- | - | - | -- | --- | ---- | - |
| Franciaország (FRA)   | 3 | 3  | 0 | 0 | 83 | 10  | +73  | 9 |
| Fidzsi-szigetek (FIJ) | 3 | 2  | 0 | 1 | 72 | 29  | +43  | 7 |
| Kanada (CAN)          | 3 | 1  | 0 | 2 | 45 | 57  | –12  | 5 |
| Brazília (BRA)        | 3 | 0  | 0 | 3 | 10 | 114 | –104 | 3 |

| 2021. július 29. 9:00 (2:00) |       | Franciaország (FRA) | 12–5 | Fidzsi-szigetek (FIJ) |  | Ajinomoto Stadion, Tokió |
| 2021. július 29. 9:00 (2:00) | (7–5) |                     |      |                       |  | Ajinomoto Stadion, Tokió |

| 2021. július 29. 16:30 (9:30) |        | Kanada (CAN) | 12–26 | Fidzsi-szigetek (FIJ) |  | Ajinomoto Stadion, Tokió |
| 2021. július 29. 16:30 (9:30) | (0–21) |              |       |                       |  | Ajinomoto Stadion, Tokió |

| 2021. július 30. 9:00 (2:00) |        | Fidzsi-szigetek (FIJ) | 41–5 | Brazília (BRA) |  | Ajinomoto Stadion, Tokió |
| 2021. július 30. 9:00 (2:00) | (19–5) |                       |      |                |  | Ajinomoto Stadion, Tokió |

Negyeddöntő
| 2021. július 30. 18:00 (11:00) |        | Fidzsi-szigetek (FIJ) | 14–12 | Ausztrália (AUS) |  | Ajinomoto Stadion, Tokió |
| 2021. július 30. 18:00 (11:00) | (14–5) |                       |       |                  |  | Ajinomoto Stadion, Tokió |

Elődöntő
| 2021. július 31. 11:00 (4:00) |              | Új-Zéland (NZL) | 22–17 (h. u.) | Fidzsi-szigetek (FIJ) |  | Ajinomoto Stadion, Tokió |
| 2021. július 31. 11:00 (4:00) | (5–7, 17–17) |                 |               |                       |  | Ajinomoto Stadion, Tokió |

Bronzmérkőzés
| 2021. július 31. 17:30 (10:30) |        | Fidzsi-szigetek (FIJ) | 21–12 | Nagy-Britannia (GBR) |  | Ajinomoto Stadion, Tokió |
| 2021. július 31. 17:30 (10:30) | (14–5) |                       |       |                      |  | Ajinomoto Stadion, Tokió |

| Csapat                | Helyezés |
| --------------------- | -------- |
| Fidzsi-szigetek (FIJ) |          |

## Úszás
Férfi
| Versenyző       | Versenyszám | Előfutam | Előfutam | Előfutam | Elődöntő | Elődöntő | Elődöntő | Döntő   | Döntő    |
| Versenyző       | Versenyszám | Idő      | Hely.    | Össz.    | Idő      | Hely.    | Össz.    | Idő     | Helyezés |
| --------------- | ----------- | -------- | -------- | -------- | -------- | -------- | -------- | ------- | -------- |
| Taichi Vakasama | 200 m mell  | 2:17,35  | 4.       | 35.      | kiesett  | kiesett  | kiesett  | kiesett | kiesett  |

Női
| Versenyző     | Versenyszám | Előfutam | Előfutam | Előfutam | Elődöntő | Elődöntő | Elődöntő | Döntő   | Döntő    |
| Versenyző     | Versenyszám | Idő      | Hely.    | Össz.    | Idő      | Hely.    | Össz.    | Idő     | Helyezés |
| ------------- | ----------- | -------- | -------- | -------- | -------- | -------- | -------- | ------- | -------- |
| Cheyenne Rova | 50 m gyors  | 27,11    | 3.       | 50.      | kiesett  | kiesett  | kiesett  | kiesett | kiesett  |

## Vitorlázás
Női
| Versenyző     | Versenyszám  | Futam | Futam | Futam | Futam | Futam | Futam | Futam | Futam | Futam | Futam | Futam | Pontszám | Helyezés |
| Versenyző     | Versenyszám  | 1     | 2     | 3     | 4     | 5     | 6     | 7     | 8     | 9     | 10    | É     | Pontszám | Helyezés |
| ------------- | ------------ | ----- | ----- | ----- | ----- | ----- | ----- | ----- | ----- | ----- | ----- | ----- | -------- | -------- |
| Sophia Morgan | Laser radial | 43    | 40    | 41    | 35    | 42    | 43    | 36    | 41    | 42    | 36    | -     | 356      | 42.      |